# Dolicharthria daralis
Dolicharthria daralis là một loài bướm đêm trong họ Crambidae.